# شکلک (نقطه‌گذاری)

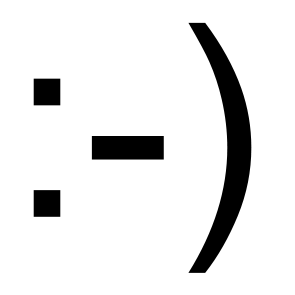
شکلک لبخند

شکلک (به انگلیسی: Emoticon)، یک تصویرنگار است که با استفاده از حروف و علائم نقطه‌گذاری نمایش داده می‌شود تا حس و حالت صورت شخص را نمایش دهد.

## تاریخچه و انواع

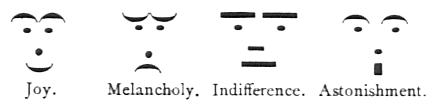
شکلک‌هایی که در نسخه ۳۰ مارس ۱۸۸۱ مجله Puck چاپ شدند

شکلک‌های نوشتاری برای اولین بار در سال ۱۸۸۱ در مجله آمریکایی Puck چاپ شدند. شکلک‌های :-) و :-(برای اولین بار توسط اسکات فالمن، استاد دانشگاه کارنگی ملون در ۱۹ سپتامبر ۱۹۸۲ معرفی و ثبت شدند. با گذر زمان کاراکترهای غیرمعمول نیز در ساختن شکلک‌ها مورد استفاده قرار گرفتند.

## شکلک‌های گرافیکی
در سال ۱۹۹۷ نیکولاس لوفرانی متوجه رشد استفاده از شکلک‌های ساخته شده با کد اسکی در فناوری موبایل شد و تجربه کار با چهره‌های پویانمایی شده Smiley را آغاز کرد، با این قصد که آیکونهای رنگی بسازد که متناظر و مشابه با شکلک‌های اسکی از قبل موجود که فقط با استفاده از علایم نگارشی ساخته شده بودند، باشند تا این شکلک‌ها برای استفاده در فناوری دیجیتالی جذاب‌تر باشند. لوفرانی این تجربه‌ها را به صورت یک واژه‌نامه آنلاین شکلک درآورد که در طبقه‌بندی‌های مختلف مانند - کلاسیک، بیان حالات، پرچم‌ها، جشن‌ها، سرگرمی، ورزشی، آب و هوا، حیوانات، غذا، ملت‌ها، شغل‌ها، سیاره‌ها، صورت‌های فلکی، نوزادان مرتب شده بودند و این طراحی‌ها ابتدا در ۱۹۹۷ در دفتر حق تکثیر ایالات متحده آمریکا ثبت شدند و سپس در سال ۱۹۹۸ این آیکون‌ها به صورت فایلهای جیف بر روی وب منتشر شدند و اولین شکلک‌های گرافیکی شدند که در این فناوری استفاده می‌شدند.
در سال ۲۰۰۰ فهرست راهنمای شکلک که لوفرانی ساخته بود بر روی اینترنت در دسترس کاربران تلفن‌های همراه قرار گرفت تا از نشانی smileydictionary.com دانلود کنند و این فهرست شامل بیش از ۱۰۰۰ شکلک گرافیکی خندانک و نسخه‌های اسکی آن‌ها بود. بعدتر فهرست راهنمای مشابه‌ای هم در سال ۲۰۰۲ در کتاب مارابوت به نام دیکو اسمایلیز (واژه‌نامه شکلک‌ها) منتشر شد.
در سال ۲۰۰۱ شرکت اسمایلی Smiley Company شروع به ثبت حق شکلک‌های گرافیکی لوفرانی مورد دانلود و استفاده در تلفن‌های همراه شرکت‌های مخابراتی مختلف شامل نوکیا، موتورلا، سامسونگ، SFR (ودافون) و اسکای تله‌مدیا کرد.

## سبک‌ها

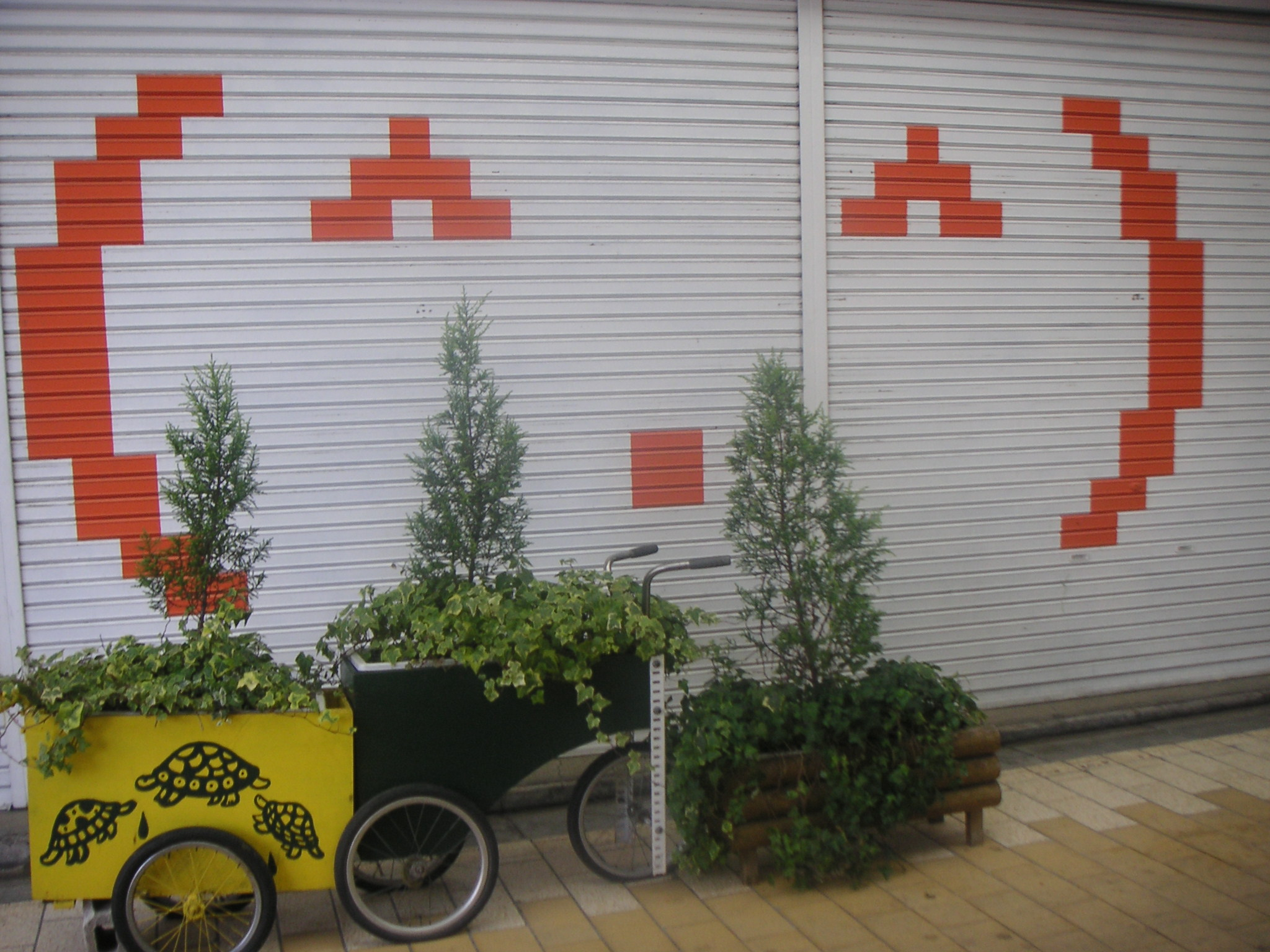
سبک ژاپنی (کاموجی)

سبک غربی
رایجترین سبک شکلک نویسی که در آن شکلک‌ها از چپ به راست نوشته می‌شوند که با چشم‌ها شروع شده و بینی و دهان در پی آن می‌آیند.
سبک ژاپنی
در ۱۹۸۶ ژاپنی‌ها شکلک‌هایی ابداع کردند که برای درک آن‌ها نیازی به چرخاندن سر نبود. این شکلک‌ها غالباً شبیه به (*_*) هستند و در آن‌ها از کاراکترهای معمول استفاده می‌شود.
سبک کره ای
همانند شکلک‌های ژاپنی هستند با این تفاوت که در ساختار آن‌ها از هانگول‌های کره‌ای به جای کاراکترهای معمول استفاده می‌شود. مانند 'ㅅ'
شکلک‌های حالت بدن
این شکلک‌ها ار بیان حالات صورت فراتر رفته و حالت بدن کاربر را نمایش می‌دهند. رایج‌ترین شکلک بدنی orz است که فردی را زانو زده یا در حال تعظیم نشان می‌دهد.
شکلک‌ها امروزه در اکثر محیطهای کاربری چون انجمن‌ها، مسنجرها و بازی‌های برخط به صورت خودکار با تصویر گرافیکی کوچکی که متناظر با شکلک نوشته شده‌است، جایگزین می‌شوند.